# 東陽駅 (咸鏡南道)
東陽駅（トンヤンえき、朝鮮語: 동양역）は、朝鮮民主主義人民共和国咸鏡南道栄光郡にある駅で、長津線に属する。 

## 隣の駅
長津線
栄光駅 - 東陽駅 - 松堂駅